# Apristurus aphyodes
Apristurus aphyodes är en hajart som beskrevs av Nakaya och Stehmann 1998. Apristurus aphyodes ingår i släktet Apristurus och familjen rödhajar. IUCN kategoriserar arten globalt som otillräckligt studerad. Inga underarter finns listade i Catalogue of Life.

## Bildgalleri

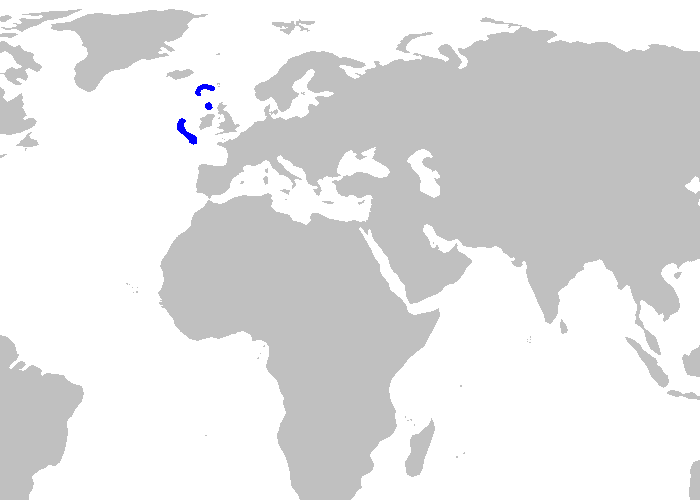
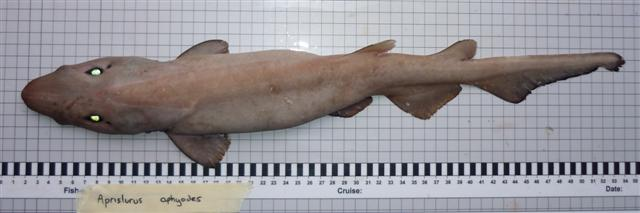